# B-4轟炸機
Keystone B-4是一款由基斯通飛機公司為美國陸軍航空兵團研製的雙翼轟炸機。

## 發展

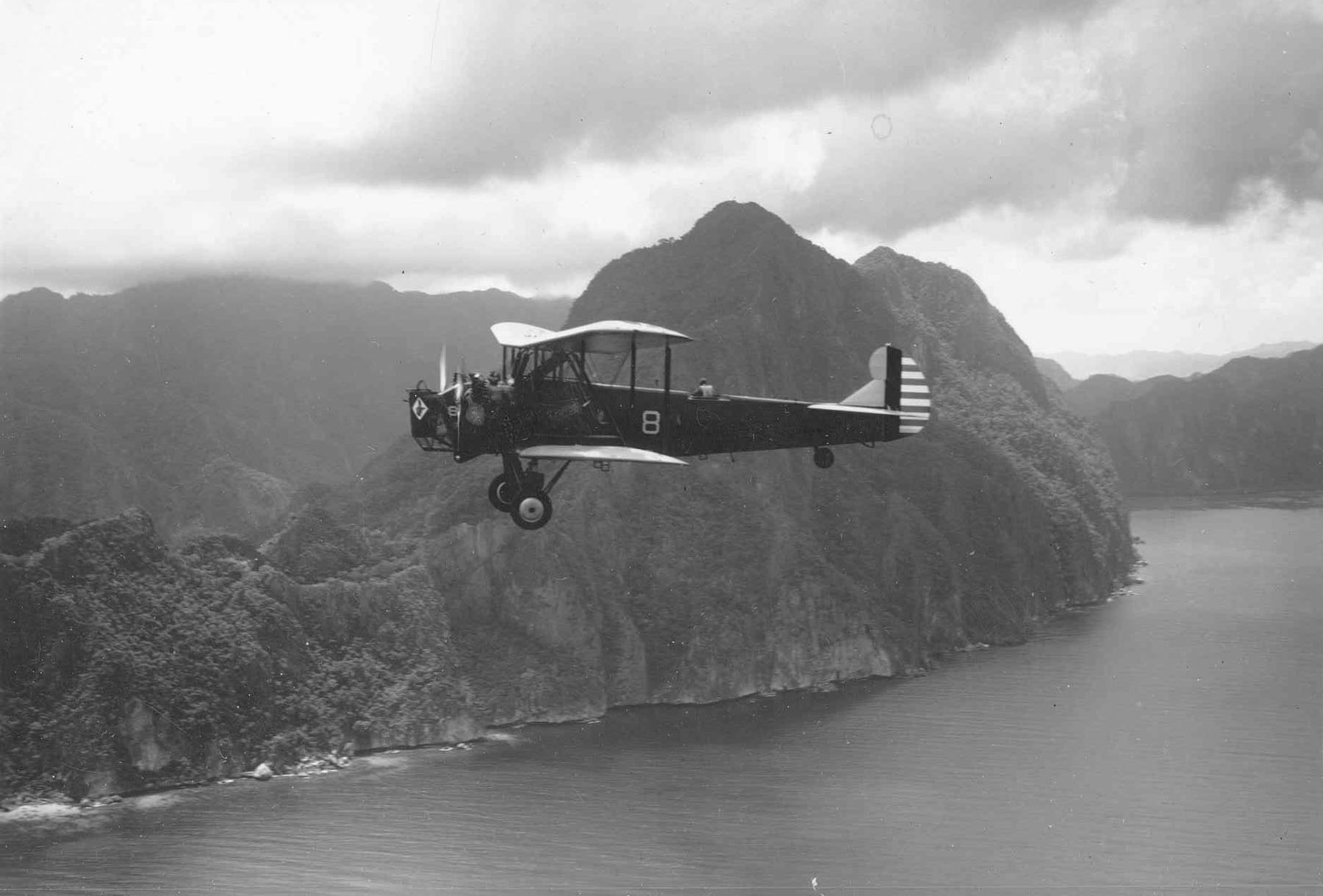
飛行在菲律賓上空的Keystone B-4A

B-4最初的編號是LB-13。 1930 年，當LB-(輕型轟炸機被取消時，前五架飛機被重新命名為Y1B-4。(Y1B-名稱表明設計資金並非來自正常的年度資金。）
第一架B-3A（S/N 30-281）改裝成Y1B-4，並改用R-1860-7星型引擎和低壓輪胎。由於擁有更強大的發動機，Y1B-4的性能比B-3轟炸機略有提高，但兩架飛機之間唯一的區別是發動機。1931年4月28日，陸軍航空兵團訂購了25架改良型Y1B-4，稱為Keystone B-4A。此量產版本是陸軍航空兵團最後一批雙翼轟炸機訂單（還有39架B-6A）。而B-4A於1932年1月至4月期間交付，是最後交付航空兵團的雙翼轟炸機。在1934年B-10轟炸機投入使用後，雙翼轟炸機迅速顯得落伍。部分B-4作為觀察機一直服役到1940年代初。

## 型號
LB-13
訂購並交付的Y1B-4和Y1B-6，共7架
Y1B-4
五架預生產飛機，與LB-10相同，但配備兩具普惠R-1860-7發動機
B-4A
量產版本的Y1B-4，共25架

## 外部連結
- Encyclopedia of American Aircraft
- Photograph （页面存档备份，存于）
- USAF Museum article on B-4
- USAF Museum article on LB-13